# Michał Bergson (kompozytor)
Michał Bergson (Bergsohn) (ur. 20 maja 1820 w Warszawie, zm. 9 marca 1898 w Londynie) – polski kompozytor i pianista żydowskiego pochodzenia.

## Życiorys
Syn Gabriela Bergsona (1790–1844), wnuk Bera Sonnenberga, prawnuk Samuela (Szmula) Jakubowicza Sonnenberga (1727–1801), zwanego Zbytkowerem, żydowskiego kupca, bankiera, od którego wywodzi się nazwa jednego z osiedli Warszawy, Szmulowizny. Ojciec Henriego Bergsona i Moiny Mathers.
Studiował kompozycję u Friedricha Schneidera w Dessau oraz Carla Friedricha Rungenhagena i Wilhelma Tauberta w Berlinie. Po studiach wyjechał do Paryża, gdzie był uczniem Fryderyka Chopina. Od 1842 przebywał we Włoszech –
we Florencji, w Bolonii i Rzymie. Następnie przez wiele lat mieszkał w Berlinie, Lipsku i Paryżu.
W 1863 został profesorem, a później dyrektor konserwatorium w Genewie. W 1873 osiadł w Londynie, gdzie uczył gry fortepianowej.

## Wybrane kompozycje
- opera Luisa di Montfort (wyk. 1847)
- opera Salvator Rosa
- operetka Qui va à la chasse, perd sa place (fragmenty wyk. 1859)
- koncert fortepianowy es-moll op. 62
- utwory fortepianowe:
  - mazurki op. 1 i 48
  - Le Rhin op. 21
  - 12 Études caractéristiques
- fantazje na tematy z oper
- pieśni i inne.